# باتشيكو
باتشيكو (بالإيطالية: Paceco)‏ هي بلدية في مقاطعة تراباني في صقلية الإيطالية.

## السكان
في سنة 1861 بلغ عدد السكان 3٬793 نسمة، وتطور العدد ليصل في سنة 2011 لـ 11٬487 نسمة.
يظهر هذا المخطط البياني تطور النمو السكاني لـ باتشيكو